# Flag Football

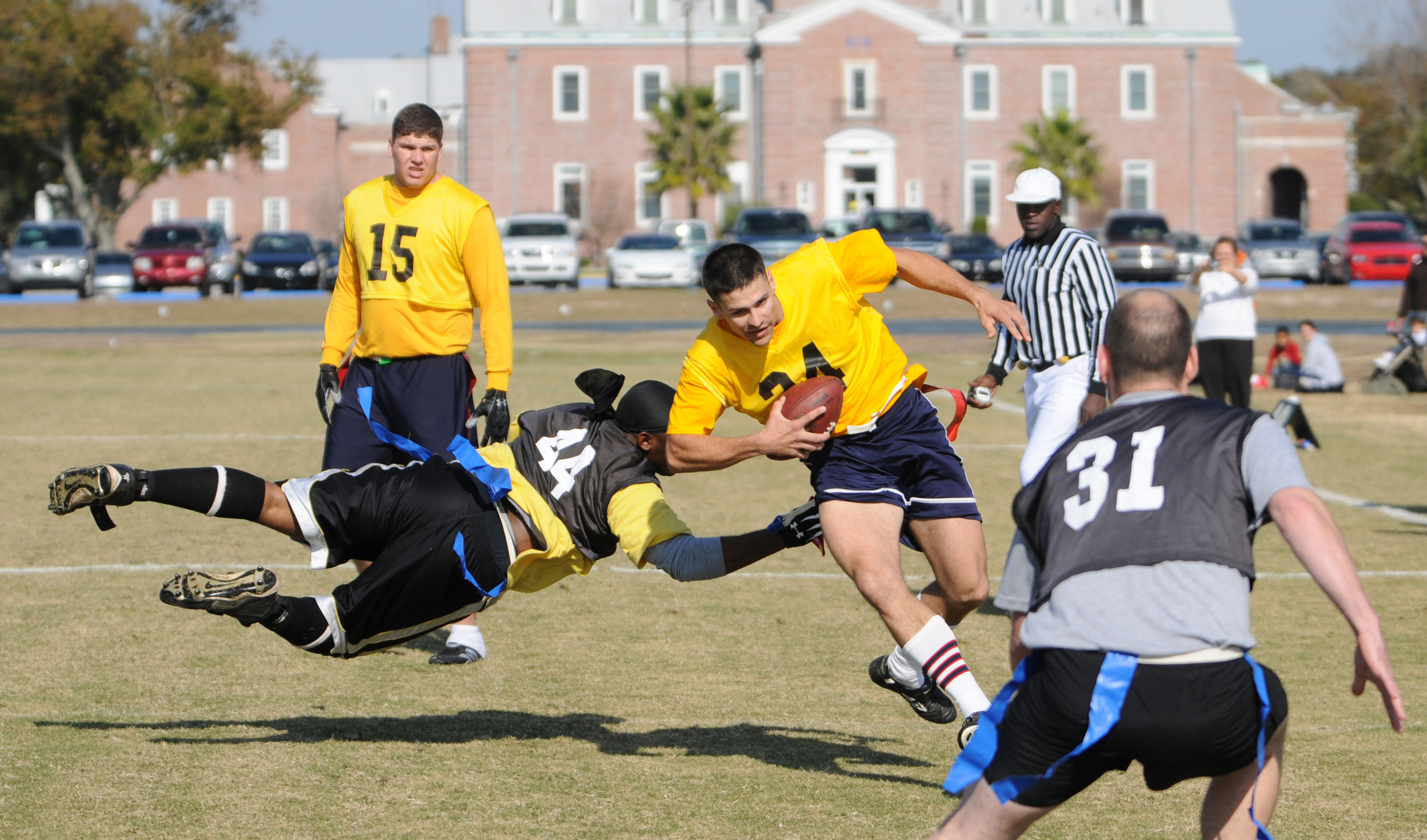
Der Quarterback läuft mit dem Ball im Spiel Navy (gelbe Trikots und rote Flags) gegen Army (schwarze Trikots und blaue Flags)

Flag Football ist eine Ballsportart, die aus dem American Football entstanden ist und damit eine Variante des Gridiron Footballs darstellt. Der wesentliche Unterschied zum American Football ist, dass die Defense den ballführenden Spieler der Offense stoppt, indem sie ihm ein Flag aus dem Gürtel zieht, statt ihn körperlich zu tackeln wie im American Football.
Spiele zwischen Mädchenmannschaften, vornehmlich an Highschools in den Vereinigten Staaten, werden auch Powderpuff (oder Powder Puff) genannt. Die Bezeichnung entstand in Anlehnung an Puderquasten (englisch Powderpuff).

## Positionen
- Quarterback (QB)
  - Der Quarterback ist Kapitän des Angriffes.
  - Der Quarterback sagt den Spielzug an und führt die Mannschaft.
  - Der Quarterback stellt sich hinter dem Center auf und erhält den so genannten Snap.
  - Der Quarterback kann den Ball entweder weitergeben, selbst laufen oder zu einem Mitspieler passen.

- Center (C)
  - Der Center snapt den Ball zum Quarterback.
  - Nach dem Snap kann der Center sich für einen Pass frei laufen. (Nur bei 5on5 (5 gegen 5), in den anderen Varianten ist er wie beim Tackle nicht berechtigt Pässe zu fangen.)

- Wide Receiver (WR)
  - Der Wide Receiver ist der Spieler, der versucht den Ball vom Quarterback zu fangen, um danach weiter zu laufen.

- Runningback (RB)
  - Der Runningback stellt sich hinter oder neben dem Quarterback auf und bekommt den Ball übergeben, um damit zu laufen.
  - Runningbacks können auch Pässe vom Quarterback fangen.

- Defensive Backs (DB)
  - Alle Spieler der Defense im Flag Football nennt man Defensive Backs.
  - Der Defensive Back ist dafür verantwortlich, die Spieler der Offense zu stoppen, indem er die Flag des Ballführenden zieht.

- Blitzer (B) (nur beim 5on5 Flag Football)
  - Spieler der Defense, der beim Snaps 7 Yards entfernt von der Line of Scrimmage steht. Nur Blitzer dürfen direkt nach dem Snap die Line of Scrimmage überqueren. Die Aufgabe des Blitzers ist es, den gegnerischen Quarterback unter Druck zu setzen und durch einen Flag Pull zu sacken.

## Spielvarianten
Es gibt viele Spielvarianten im Flag Football, die gebräuchlichsten in Europa sind:
- 5on5 – hier ist jeglicher Kontakt verboten. Es handelt sich hier um die international gebräuchliche Spielart, nach der Europa- und Weltmeisterschaften des europäischen (EFAF) und internationalen Footballverbandes (IFAF) ausgetragen werden. Bei dieser Variante handelt es sich um das Spielsystem der Deutschen Flag Football Liga DFFL.
- 7on7 – Kontakt ist je nach Spielart erlaubt.
- 9on9 – Kontakt ist hier ein wichtiger Teil des Spielsystems. Wie beim American Football gibt es auch hier eine Offensive- und eine Defensive Line, die mindestens aus je drei Spielern besteht.

Für offizielle Verbandsspiele gibt es in Deutschland sowohl für Kinder und Jugendliche als auch für Erwachsene ein Ligasystem. Geschlechtlich gemischte Teams sind zugelassen.
In den USA (USFTL, IFFF und andere Verbände) werden zusätzlich noch folgende Varianten gespielt:
- 4on4 – Wie 5on5, jedoch ohne Restriktionen für Spieler, die den Quarterback direkt angreifen wollen (Rusher).
- 7on7 – Kontaktlos, hier ist wie beim 5on5 der vorsätzliche Kontakt verboten.
- 8on8 – Semi-Kontakt, ähnelt dem in Europa gebräuchlichen 9on9.

## Ausrüstung

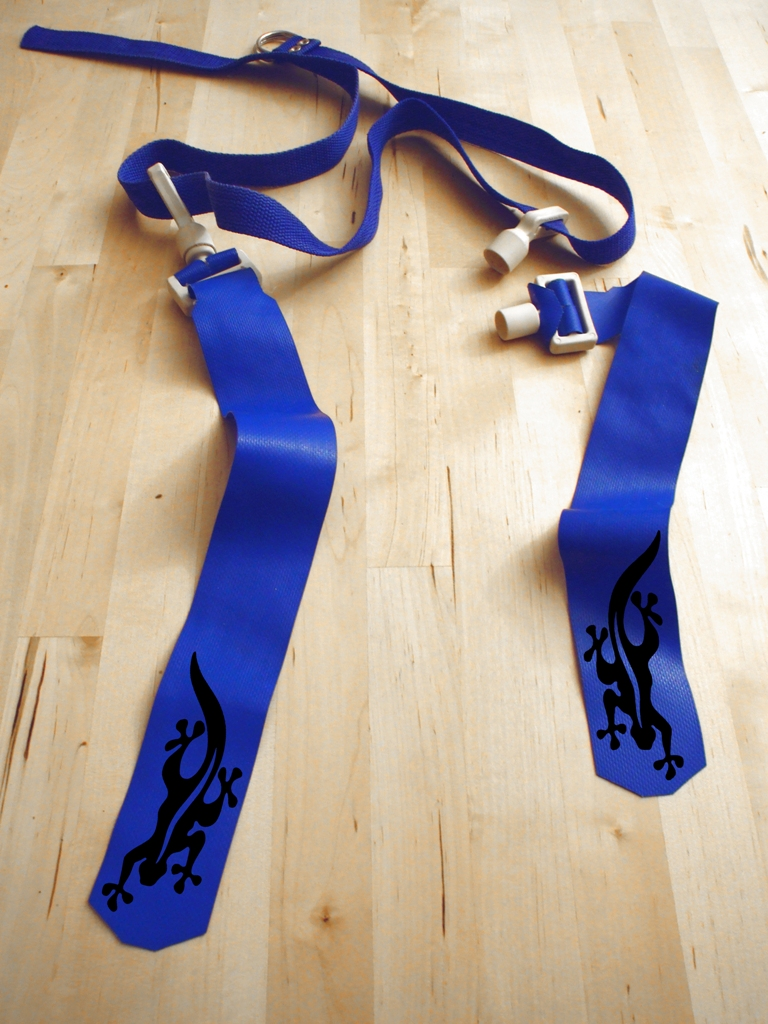
Flaggen

Es gibt zwei Arten von Flags. Bei der einen Variante sind die Flags per Klettverbindung am Gürtel befestigt, bei der anderen stecken die Flags in einem Gummiverschluss.
Je nach Spielvariante trägt jeder Spieler mindestens zwei Flags – auf jeder Seite der Taille eine. Manchmal auch drei, um von hinten besser gestoppt werden zu können.
Im Gegensatz zum traditionellen American Football ist beim Flag Football die Verletzungswahrscheinlichkeit deutlich geringer, wodurch das Spiel insbesondere für Kinder und Jugendliche eine Alternative darstellt, jedoch ist die Sportart auch bei älteren Leuten beliebt.

## Unterschiede zum Tackle Football
Flag Football entspricht in den Grundregeln dem Tackle Football. Dinge wie „Touchdown“, „Extrapunkt“ und „Safety“ gibt es auch beim Flag Football. Genauso wie schnelle Läufe und attraktives Passspiel. Der wesentliche und namensgebende Unterschied ist, dass das Tackeln durch das Ziehen der Flag ersetzt wird.
Zur Saison 2005 wurde erstmals das „Flag-Football-Regelwerk“ als eigenständiges Regelwerk veröffentlicht. Damit sind die Regeln nun keine Ergänzungen oder Ausnahmen des Tackleregelwerkes mehr. Dennoch ist es weiterhin eng an das Regelwerk des Tackle Football angelehnt.
Seit 2009 gibt es internationale Regeln für die Variante 5on5.
Zwischen den Regelwerken gibt es einige Unterschiede. Die meisten hängen mit den „Flags“ und der fehlenden Ausrüstung zusammen. Die Regeln bezwecken hauptsächlich den Schutz und Erhalt der Gesundheit und Unversehrtheit der Spieler.
Außer der Regel zum Tackeln sind einige „Flagregeln“ hinzugefügt worden. Zu diesen Extraregeln gehören:
- Der Spielzug ist dort beendet, wo der Verteidiger die Flag gezogen hat.
- Die eigene Flagge darf nicht mit Ball oder Hand verteidigt werden. (Flag Guarding)
- Der Kontakt beim Blocken wird eingeschränkt (9on9 und 7on7) bzw. verboten (5on5).
- Der Ball wird grundsätzlich mit der ersten Bodenberührung zum Dead Ball und das Spiel wird unterbrochen (bei Fumble, Punt- und Kickoff-Return).
- Beim 5on5 muss der den Quarterback attackierende Verteidiger (Blitz) einen Mindestabstand von 7 Yards zur Line of Scrimmage haben.

Dies führt insgesamt dazu, dass weiträumiges Lauf- und Passspiel zum Erfolg führt. Den Spielern verlangt es Schnelligkeit und Gewandtheit ab. Da körperliche Kraft nicht gegen den Gegner angewandt werden kann, sinkt das Verletzungsrisiko.

## Flag Football International
In internationalen Wettbewerben wird Flag Football 5on5 gespielt. Die erste Weltmeisterschaft fand 2002 statt, die erste Europameisterschaft 2003. Ausgetragen werden Bewerbe für Herren, Damen, U17-, U15- und U13-Teams.
Bei den Olympischen Spielen 2028 in Los Angeles findet Flag Football erstmals als offizielle olympische Sportart statt.

### Weltrangliste
2024 gab die International Federation of American Football eine neue Methode bekannt, um Nationalmannschaften nach ihrer Stärke zu sortieren. Kriterien hierfür sind Ergebnisse bei offiziellen IFAF-Turnieren wie den Weltmeisterschaften, World Games und kontinentalen Meisterschaften. In die Wertung einbezogen werden jeweils die Erfolge der letzten drei Jahre.

#### Männer 2023
| #   | Nation      | Punkte |
| --- | ----------- | ------ |
| 1.  | USA         | 4893   |
| 2.  | Mexiko      | 3964   |
| 3.  | Deutschland | 3743   |
| 4.  | Österreich  | 3600   |
| 5.  | Thailand    | 3300   |
| 6.  | Italien     | 3258   |
| 7.  | Panama      | 3093   |
| 8.  | Israel      | 3017   |
| 9.  | Japan       | 2886   |
| 10. | Frankreich  | 2850   |

#### Frauen 2023
| #   | Nation                 | Punkte |
| --- | ---------------------- | ------ |
| 1.  | USA                    | 4783   |
| 2.  | Mexiko                 | 4417   |
| 3.  | Japan                  | 3500   |
| 4.  | Vereinigtes Königreich | 3244   |
| 5.  | Österreich             | 3225   |
| 6.  | Spanien                | 3067   |
| 6.  | Panama                 | 3067   |
| 8.  | Deutschland            | 3063   |
| 9.  | Kanada                 | 2850   |
| 10. | Australien             | 2786   |

### Weltmeisterschaften
kursiv: zukünftiges Ereignis
| Jahr | Bewerb       | Spielort                    | Gold        | Silber      | Bronze     |
| ---- | ------------ | --------------------------- | ----------- | ----------- | ---------- |
| 2002 | Herren (5-5) | Wien Österreich             | Deutschland | Österreich  | –          |
| 2002 | Herren (7-7) | Wien Österreich             | Österreich  | Deutschland | Frankreich |
| 2002 | Damen        | Wien Österreich             | Schweden    | Frankreich  | –          |
| 2004 | Herren       | Thonon-les-Bains Frankreich | Österreich  | Deutschland | Frankreich |
| 2004 | Damen        | Thonon-les-Bains Frankreich | Mexiko      | Frankreich  | Japan      |
| 2006 | Herren       | Daegu Südkorea              | Frankreich  | Dänemark    | Thailand   |
| 2006 | Damen        | Daegu Südkorea              | Frankreich  | Japan       | Finnland   |
| 2007 | U15          | Lelystad Niederlande        | USA         | Japan       | Österreich |
| 2008 | Herren       | Montreal Kanada             | Kanada      | Dänemark    | Frankreich |
| 2008 | Damen        | Montreal Kanada             | Mexiko      | Kanada      | Frankreich |
| 2010 | Herren       | Ottawa Kanada               | USA         | Dänemark    | Italien    |
| 2010 | Damen        | Ottawa Kanada               | Kanada      | USA         | Österreich |
| 2012 | Herren       | Göteborg Schweden           | Österreich  | USA         | Dänemark   |
| 2012 | Damen        | Göteborg Schweden           | Mexiko      | USA         | Frankreich |
| 2014 | Herren       | Grosseto Italien            | USA         | Mexiko      | Italien    |
| 2014 | Damen        | Grosseto Italien            | Kanada      | USA         | Österreich |
| 2016 | Herren       | Miami Vereinigte Staaten    | USA         | Dänemark    | Mexiko     |
| 2016 | Damen        | Miami Vereinigte Staaten    | Panama      | Österreich  | Mexiko     |
| 2018 | Herren       | Panama-Stadt Panama         | USA         | Österreich  | Dänemark   |
| 2018 | Damen        | Panama-Stadt Panama         | USA         | Panama      | Kanada     |
| 2021 | Herren       | Jerusalem Israel            | USA         | Mexiko      | Panama     |
| 2021 | Damen        | Jerusalem Israel            | USA         | Mexiko      | Österreich |
| 2024 | Herren       | Turku Finnland              | USA         | Österreich  | Schweiz    |
| 2024 | Damen        | Turku Finnland              | USA         | Mexiko      | Japan      |
| 2026 | Herren       | Düsseldorf Deutschland      |             |             |            |
| 2026 | Damen        | Düsseldorf Deutschland      |             |             |            |

| #  | Nation      | Gold | Silber | Bronze | Gesamt |
| -- | ----------- | ---- | ------ | ------ | ------ |
| 1. | USA         | 6    | 1      | 0      | 7      |
| 2. | Österreich  | 3    | 2      | 0      | 5      |
| 3. | Frankreich  | 1    | 0      | 3      | 4      |
| 4. | Kanada      | 1    | 0      | 0      | 1      |
| 5. | Dänemark    | 0    | 4      | 2      | 6      |
| 6. | Mexiko      | 0    | 2      | 1      | 3      |
| 7. | Deutschland | 0    | 2      | 0      | 2      |
| 8. | Italien     | 0    | 0      | 2      | 2      |
| 9. | Panama      | 0    | 0      | 1      | 1      |
| 9. | Schweiz     | 0    | 0      | 1      | 1      |
| 9. | Thailand    | 0    | 0      | 1      | 1      |

| #  | Nation     | Gold | Silber | Bronze | Gesamt |
| -- | ---------- | ---- | ------ | ------ | ------ |
| 1. | USA        | 3    | 3      | 0      | 6      |
| 2. | Mexiko     | 3    | 2      | 1      | 6      |
| 3. | Kanada     | 2    | 1      | 1      | 4      |
| 4. | Frankreich | 1    | 1      | 2      | 4      |
| 5. | Panama     | 1    | 1      | 0      | 2      |
| 6. | Schweden   | 1    | 0      | 1      | 2      |
| 7. | Österreich | 0    | 1      | 3      | 4      |
| 8. | Finnland   | 0    | 1      | 1      | 2      |
| 8. | Japan      | 0    | 1      | 1      | 2      |

Offizielle Ergebnisse laut IFAF.

### Europameisterschaften
| Jahr | Bewerb | Spielort                    | Gold           | Silber         | Bronze         |
| ---- | ------ | --------------------------- | -------------- | -------------- | -------------- |
| 2003 | Herren | Wien Österreich             | Österreich     | Deutschland    | Dänemark       |
| 2005 | Herren | Helsinki Finnland           | Frankreich     | Italien        | Großbritannien |
| 2005 | Damen  | Helsinki Finnland           | Finnland       | Frankreich     | Schweden       |
| 2007 | Herren | Sestola Italien             | Frankreich     | Deutschland    | Dänemark       |
| 2007 | Damen  | Sestola Italien             | Frankreich     | Finnland       | Österreich     |
| 2009 | Herren | Belfast Nordirland          | Dänemark       | Italien        | Österreich     |
| 2009 | Damen  | Belfast Nordirland          | Österreich     | Finnland       | Israel         |
| 2011 | Herren | Thonon-les-Bains Frankreich | Dänemark       | Österreich     | Frankreich     |
| 2011 | Damen  | Thonon-les-Bains Frankreich | Österreich     | Israel         | Frankreich     |
| 2013 | Herren | Pesaro Italien              | Dänemark       | Italien        | Österreich     |
| 2013 | Damen  | Pesaro Italien              | Österreich     | Frankreich     | Israel         |
| 2015 | Herren | Pinto Spanien               | Dänemark       | Österreich     | Deutschland    |
| 2015 | Damen  | Pinto Spanien               | Österreich     | Frankreich     | Deutschland    |
| 2017 | Herren | Madrid Spanien              | Österreich     | Italien        | Spanien        |
| 2017 | Damen  | Madrid Spanien              | Österreich     | Deutschland    | Spanien        |
| 2019 | Herren | Jerusalem Israel            | Dänemark       | Italien        | Frankreich     |
| 2019 | Damen  | Jerusalem Israel            | Spanien        | Großbritannien | Österreich     |
| 2023 | Herren | Limerick Irland             | Deutschland    | Österreich     | Israel         |
| 2023 | Damen  | Limerick Irland             | Großbritannien | Spanien        | Deutschland    |

| #  | Nation         | Gold | Silber | Bronze | Gesamt |
| -- | -------------- | ---- | ------ | ------ | ------ |
| 1. | Dänemark       | 5    | 0      | 2      | 7      |
| 2. | Österreich     | 2    | 3      | 2      | 7      |
| 3. | Frankreich     | 2    | 0      | 2      | 4      |
| 4. | Deutschland    | 1    | 2      | 1      | 5      |
| 5. | Italien        | 0    | 5      | 0      | 5      |
| 6. | Großbritannien | 0    | 0      | 1      | 1      |
| 6. | Spanien        | 0    | 0      | 1      | 1      |
| 6. | Israel         | 0    | 0      | 1      | 1      |

| #  | Nation         | Gold | Silber | Bronze | Gesamt |
| -- | -------------- | ---- | ------ | ------ | ------ |
| 1. | Österreich     | 5    | 0      | 2      | 7      |
| 2. | Frankreich     | 1    | 3      | 1      | 5      |
| 3. | Finnland       | 1    | 2      | 0      | 3      |
| 4. | Spanien        | 1    | 1      | 1      | 3      |
| 5. | Großbritannien | 1    | 0      | 0      | 1      |
| 6. | Israel         | 0    | 1      | 2      | 3      |
| 6. | Deutschland    | 0    | 1      | 2      | 3      |
| 8. | Schweden       | 0    | 0      | 1      | 1      |

### Jugend Europameisterschaften
| Jahr | Bewerb | Spielort                         | Gold                   | Silber                 | Bronze                 |
| ---- | ------ | -------------------------------- | ---------------------- | ---------------------- | ---------------------- |
| 2003 | U15    | Bologna Italien                  | Vereinigtes Königreich | Deutschland            | Russland               |
| 2003 | U13    | Bologna Italien                  | Deutschland            | Italien                | Frankreich             |
| 2004 | U15    | Düsseldorf Deutschland           | Niederlande            | Frankreich             | Italien                |
| 2004 | U13    | Düsseldorf Deutschland           | Deutschland            | Vereinigtes Königreich | Spanien                |
| 2005 | U15    | Gran Canaria Spanien             | Österreich             | Niederlande            | Frankreich             |
| 2005 | U13    | Gran Canaria Spanien             | Spanien                | Niederlande            | Vereinigtes Königreich |
| 2006 | U15    | Newcastle Vereinigtes Königreich | Niederlande            | Deutschland            | Spanien                |
| 2006 | U13    | Newcastle Vereinigtes Königreich | Niederlande            | Vereinigtes Königreich | Österreich             |
| 2008 | U15    | Bondoufle Frankreich             | Niederlande            | Österreich             | Frankreich             |
| 2008 | U13    | Bondoufle Frankreich             | Niederlande            | Deutschland            | Frankreich             |
| 2010 | U15    | Ostiano Italien                  | Deutschland            | Niederlande            | Italien                |
| 2010 | U13    | Ostiano Italien                  | Niederlande            | Irland                 | Österreich             |
| 2012 | U15    | Lelystad Niederlande             | Niederlande            | Deutschland            | Schweiz                |
| 2012 | U13    | Lelystad Niederlande             | Niederlande            | Deutschland            | Italien                |
| 2021 | U17    | Grosseto Italien                 | Italien                | Tschechien             | Österreich             |
| 2021 | U15    | Grosseto Italien                 | Italien                | Tschechien             | Österreich             |
| 2021 | U17 F  | Grosseto Italien                 | Italien                | Österreich             | -                      |
| 2021 | U15 F  | Grosseto Italien                 | Slowenien              | Italien                | Österreich             |
| 2024 |        | Belgrad Serbien                  |                        |                        |                        |

Offizielle Ergebnisse laut EFAF und IFAF.

## Flag Football in Deutschland
In Amerika spielen 8 Millionen Spieler Flag Football, davon aber nur 500.000 Tackle Football. Die NFL Europe hat 1997 damit begonnen, diesen Sport in Deutschland bei Kindern und Jugendlichen, vor allem an Schulen, bekannt zu machen.
In der Folge erwachte auch bei Erwachsenen ein gesteigertes Interesse an Flag Football, so stieg die Anzahl von Erwachsenenteams, die in Deutschland an einem konstanten Spielbetrieb teilnehmen, auf über 25.
Eine teure Schutzausrüstung ist nicht nötig, was den Einstieg in diese Variante erleichtert. Kinder und Jugendliche werden durch Flag Football an Tackle Football herangeführt.
Seit 2001 haben sich in Deutschland und Europa über 300 Hobby- und Ligamannschaften gebildet. Durch mehrere erfolgreiche Flag-Football-Veranstaltungen und der Einrichtung einer Bundesliga ist ein gesteigertes Zuschauerinteresse zu beobachten.
In Deutschland wird Flag Football in den Varianten 5on5 und 9on9 gespielt. Fachverbände sind hier der American Football Verband Deutschland (AFVD) und seine Landesverbände.
Das erste Flag-Football-Turnier auf deutschem Boden fand in dieser 5er-Variante 1997 in Wiesbaden statt. Es trafen zwei US-amerikanische und eine deutsche Mannschaft (die Rheingau Allstars – ab 1999 Wiesbaden Phantoms Allstars) aufeinander. Das Turnier nennt sich Rhein-Main-Bowl. Seither ist es das traditionsreichste und bis 2006 auch größte Turnier. Bis Ende 2006 galt der Rhein-Main-Bowl als inoffizielle Deutsche Meisterschaft.
Das größte internationale Vereinsturnier kam mit der Entstehung des „Big Bowl“ in Walldorf zustande. Es trafen Mannschaften aus sieben Nationen (Dänemark, Frankreich, Israel, Italien, Österreich, Schweiz und Deutschland) und acht Bundesländern aufeinander. Insgesamt spielten 37 Teams an zwei Tagen in 3 Kategorien um die Titel.
Bei den Frauen siegte die Israelische Nationalmannschaft in der Verlängerung 13:6 gegen die Österreichische Nationalmannschaft.
Die Jugendtrophäe ging an die heimischen Walldorf Wanderers Juniors, die im Endspiel gegen die Österreichische Nationalmannschaft die Oberhand behielt.
Der Titel bei den Männern ging an die französischen „Le Havre Salamandres“, die sich gegen den italienischen Meister „Cavriago Cleavers“ durchsetzten.
Seit 1999 wird Flag Football in Deutschland im Ligabetrieb gespielt. Im Jugendbereich überwiegend innerhalb der Länder in der Altersklasse 10 bis 15 Jahre, im Erwachsenenbereich (ab 16) bis 2005 in den regional bestehenden Ligen, seit 2006 auch in der DFFL (Deutsche Flag Football Liga), einer bundesweiten Lizenzliga.
Im Ligaspielbetrieb ist die Semi-Kontakt-Variante 9on9 die bisher am Weitesten verbreitete. Die kontaktlose Variante 5on5 findet jedoch immer mehr Anhänger und wächst immer stärker. Viele neue Ligen sind in dieser Variante entstanden, überwiegend für Kinder unter 10 Jahren.
Da der Spielbetrieb im Flag Football in jedem Bundesland sehr frei selbst gestaltet werden kann, gibt es zudem noch einige Variationen, die jeweils einmalig sind.

### Meisterschaften
Im Flag Football gibt es aktuell vier Deutsche Meisterschaften, je zwei Indoor und Outdoor.
- GFB: Der German Flag Bowl ist die Meisterschaft im Flag Football der Erwachsenen (ab 16 Jahre). Der Meister wird im Spielbetrieb der DFFL ermittelt. Gespielt wird 9on9.
- GJFB: der German Junior Flag Bowl ist die Meisterschaft im Flag Football der Jugend (10 bis 15 Jahre). Die Meister der Bundesländer qualifizieren sich über ihren Ligaspielbetrieb für dieses Turnier, an dem bis zu 12 Mannschaften teilnehmen. Gespielt wird 9on9.
- GIFB: Der German Indoor Flag Bowl ist die Hallenmeisterschaft der Erwachsenen. Gespielt wird 5on5.
- GJIFB: Der German Junior Indoor Flag Bowl ist die Hallenmeisterschaft der Jugend. Gespielt wird 5on5.

#### Deutsche Flag Football Liga

##### 5er DFFL
Seit 2016 gibt es auch erstmals eine DFFL für den Spielbetrieb im 5er Flag. Die Liga ist in 5 Staffeln unterteilt (Nord, Ost, Süd, West 1 und West 2) und die Spieltage werden in Turnierform ausgetragen. Jedes Liga-Team kann einen eigenen Spieltag anmelden und durchführen. Die anderen Teams können sich daraufhin anmelden. Es wird eine laufende 5er DFFL Saisongesamttabelle geführt. In Abhängigkeit von der Anzahl der an einem Turnier teilnehmenden Mannschaften und der Platzierung, erhält jede Mannschaft Punkte. Die Punkte der besten 6 Saison-Platzierung eines Teams fließen in die DFFL Saisongesamttabelle ein. Am Ende der Saison qualifizieren sich die jeweils Erstplatzierten einer jeden Staffel sowie die achte weiteren Bestplatzierten, die aus der Saisongesamttabelle ermittelt werden für das Finalturnier um den Titel im 5er Flag.

Der genaue Spielmodus im Ligabetrieb der Deutschen Flag Football Liga (DFFL) hängt von der Zahl der gemeldeten Teams ab und wird jedes Jahr neu festgelegt. In der Saison 2023 werden 16 Teams an der DFFL teilnehmen, die in vier geographisch getrennte Gruppen eingeteilt sind. Die Teilnehmer an der DFFL1 zur Saison 2024 sind:
Nordost: Baltic Blue Stars Rostock, Lichtenberg Lions, Lübeck Flag Cougars, Oldenburg Orcas
West: Duisburg Dockers, Mainz Legionaries, Mülheim Shamrocks, Trier Biber
Südwest: Badener Greifs, Kelkheim Lizzards, Stuttgart Scorpions, Walldorf Wanderers
Südost: Augsburg Lions, Munich Spatzen, Nürnberg Renegades, Würzburg Wombats
Innerhalb der Division spielen alle Teams jeweils viermal gegeneinander, was pro Team 12 Spiele innerhalb der Division ergibt. Dazu kommen die Spiele gegen die Teams der anderen Divisionen. Dabei reisen die Divisionen im Kreis-System, um gegen möglichst viele verschiedene Gegner innerhalb einer Saison spielen zu können. Das heißt eine Division empfängt als Gastgeber die Teams einer benachbarten Division und reist selbst zu einem anderen Divisions-Nachbarn. So kommen weitere acht Spiele für jedes Team dazu, so dass sich 20 reguläre Saisonspiele ergeben. Der Meister wird wieder an einem Finaltag mit acht Teams ermittelt. Dies werden die jeweils Erst- und Zweitplatzierten der vier Divisionen sein. Für die Drittplatzierten ist die Saison nach der regulären Runde vorbei, die Vierten müssen in der Relegation gegen die zwei besten Teams der DFFL2 in ihrer jeweiligen Division um den verbleibenden Platz in der ersten Liga spielen.
Seit 2023 gibt es außerdem die DFFL2 für 5er Flag-Football, „um allen Leistungsstufen gerecht zu werden“.
In der Saison 2023 wurden die Relegationsspiele im Nordosten zwischen den Red Flags Magdeburg, den Oldenburg Orcas und den Strelitz Dukes ausgetragen. Im Westen bestritten die Trier Biber, die Aachen Emperors und die Dortmund Devils Relegationsspiele. Im Südwesten spielten die Stuttgart Scorpions, die Kornwestheim Cougars und die Schorndorf Power Puffins um einen Platz in der ersten Liga. Im Südosten duellierten sich die Munich Sparrows, die Nürnberg Renegades und die Werratal Salt Kings in der Relegation. Während sich im Westen und im Südwesten die Erstligisten durchsetzen und somit die Klasse halten konnten, stiegen im Nordosten die Oldenburg Orcas sowie im Südosten die Nürnberg Renegades in die erste Liga auf.
Der Finalspieltag fand am 16. September 2023 in Mühlheim statt. Deutscher Meister wurden die Walldorf Wanderers nach einem 65:53 gegen die Mainz Legionaries. Im Spiel um Platz 3 setzten sich die Augsburg Lions gegen den Divisionsrivalen Munich Spatzen durch.
Zur Saison 2024 wurde die DFFL2 neu strukturiert. Konnten sich die Teams in den Jahren zuvor noch für beliebige Spieltage anmelden, folgt die DFFL2 in der Saison 2024 dem Vorbild der DFFL1 mit festen Spieltagen. In der DFFL2 werden diese allerdings nur inner-divisionär und ohne Auswärtsfahrt ausgetragen. Als neuer Unterbau wurden fünf Regionalligen eingeführt. Zusätzlich gibt es eine Liga für Frauenmannschaften (DFFLF).
Beim Finalturnier spielen die qualifizierten Teams in Gruppen. Die Erst- und Zweitplatzierten einer Gruppen spielen dann im Play-off-Modus (Viertelfinale, Halbfinale) um den Einzug ins Finale.
| \| Jahr \| Spiel \| Sieger \| Verlierer \| Resultat \| \| ---- \| ------ \| ------------------ \| ----------------- \| -------- \| \| 2016 \| Finale \| Walldorf Wanderers \| Kelkheim Lizzards \| 38:35 \| |        |                    |                   |          |
| Jahr | Spiel  | Sieger             | Verlierer         | Resultat |
| 2016 | Finale | Walldorf Wanderers | Kelkheim Lizzards | 38:35    |

| \| Jahr \| Spiel \| Sieger \| Verlierer \| Resultat \| \| ---- \| -------- \| ------------------ \| ------------------- \| -------- \| \| 2017 \| Finale \| Walldorf Wanderers \| Kelkheim Lizzards \| 39:36 \| \| \| Platz 3 \| Mainz Legionaries \| Forcke Legends \| 26:21 \| \| \| Platz 5 \| Munich Spatzen \| Doppel H 040 Digga \| 49:40 \| \| \| Platz 7 \| Lalo Greyhounds \| Dortmund Devils \| 33:27 \| \| \| Platz 9 \| Berlin Adler \| Ilmroosters \| 33:27 \| \| \| Platz 11 \| United 5 \| Werratal Salt Kings \| 66:27 \| |          |                    |                     |          |
| Jahr | Spiel    | Sieger             | Verlierer           | Resultat |
| 2017 | Finale   | Walldorf Wanderers | Kelkheim Lizzards   | 39:36    |
| | Platz 3  | Mainz Legionaries  | Forcke Legends      | 26:21    |
| | Platz 5  | Munich Spatzen     | Doppel H 040 Digga  | 49:40    |
| | Platz 7  | Lalo Greyhounds    | Dortmund Devils     | 33:27    |
| | Platz 9  | Berlin Adler       | Ilmroosters         | 33:27    |
| | Platz 11 | United 5           | Werratal Salt Kings | 66:27    |

| \| Jahr \| Spiel \| Sieger \| Verlierer \| Resultat \| \| ---- \| -------- \| ------------------------- \| -------------------- \| -------- \| \| 2018 \| Finale \| Walldorf Wanderers \| Kelkheim Lizzards \| 47:31 \| \| \| Platz 3 \| Munich Spatzen \| Forcke Legends \| 53:33 \| \| \| Platz 5 \| Mainz Legionaries \| Werratal Salt Kings \| 34:20 \| \| \| Platz 7 \| Baltic Blue Stars Rostock \| Braunschweig Badgers \| 20:13 \| \| \| Platz 9 \| Berlin Adler United \| Iserlohn Boozers \| 31:32 \| \| \| Platz 11 \| Spandau Bulldogs \| Ilmenau IlmRoosters \| 14:37 \| |          |                           |                      |          |
| Jahr | Spiel    | Sieger                    | Verlierer            | Resultat |
| 2018 | Finale   | Walldorf Wanderers        | Kelkheim Lizzards    | 47:31    |
| | Platz 3  | Munich Spatzen            | Forcke Legends       | 53:33    |
| | Platz 5  | Mainz Legionaries         | Werratal Salt Kings  | 34:20    |
| | Platz 7  | Baltic Blue Stars Rostock | Braunschweig Badgers | 20:13    |
| | Platz 9  | Berlin Adler United       | Iserlohn Boozers     | 31:32    |
| | Platz 11 | Spandau Bulldogs          | Ilmenau IlmRoosters  | 14:37    |

| \| Platz \| Team \| Games \| Off. \| Def \| +/- \| \| ----- \| -------------------- \| ----- \| ---- \| --- \| ---- \| \| 1. \| Walldorf Wanderers \| 5/5 \| 284 \| 82 \| 202 \| \| 2. \| Munich Spatzen \| 4/5 \| 158 \| 120 \| 38 \| \| 3. \| Kelkheim Lizzards \| 4/6 \| 238 \| 180 \| 58 \| \| 4. \| Mainz Legionaries \| 3/5 \| 181 \| 122 \| 59 \| \| 5. \| Munich Sparrows \| 3/5 \| 143 \| 107 \| 36 \| \| 6. \| Lübeck Flag Cougars \| 1/4 \| 85 \| 150 \| -65 \| \| 7. \| Badener Greifs \| 3/5 \| 143 \| 107 \| 7 \| \| 8. \| Augsburg Rooks \| 1/4 \| 73 \| 103 \| -30 \| \| 9. \| Hamburg Phoenix \| 1/5 \| 57 \| 149 \| -92 \| \| 10. \| Stockelsdorf Pirates \| 1/4 \| 71 \| 98 \| -27 \| \| 11 \| Eberswalder Rangers \| 0/4 \| 36 \| 222 \| -186 \| |                      |       |      |     |      |
| Platz | Team                 | Games | Off. | Def | +/-  |
| 1. | Walldorf Wanderers   | 5/5   | 284  | 82  | 202  |
| 2. | Munich Spatzen       | 4/5   | 158  | 120 | 38   |
| 3. | Kelkheim Lizzards    | 4/6   | 238  | 180 | 58   |
| 4. | Mainz Legionaries    | 3/5   | 181  | 122 | 59   |
| 5. | Munich Sparrows      | 3/5   | 143  | 107 | 36   |
| 6. | Lübeck Flag Cougars  | 1/4   | 85   | 150 | -65  |
| 7. | Badener Greifs       | 3/5   | 143  | 107 | 7    |
| 8. | Augsburg Rooks       | 1/4   | 73   | 103 | -30  |
| 9. | Hamburg Phoenix      | 1/5   | 57   | 149 | -92  |
| 10. | Stockelsdorf Pirates | 1/4   | 71   | 98  | -27  |
| 11 | Eberswalder Rangers  | 0/4   | 36   | 222 | -186 |

#### DFFLF
Die Deutsche Flag Football Liga der Frauen (DFFLF) ist eine nationale Flag Football-Liga in Deutschland, die ausschließlich für weibliche Spielerinnen ausgetragen wird. 

#### 9er DFFL
Der erste Deutsche Meister im Erwachsenen Flag Football waren 1999 die „Munich Coyotes“. Seit 2000 wird der Deutsche Meister im German Flag Bowl ermittelt. 2010 wurde das Finale in DFFL Bowl umbenannt.

##### German Flag Bowl / DFFL Bowl
| Jahr | Spiel                 | Sieger                       | Verlierer                    | Resultat     | Austragungsort                      |
| ---- | --------------------- | ---------------------------- | ---------------------------- | ------------ | ----------------------------------- |
| 2000 | German Flag Bowl I    | Munich Coyotes               | Hamburg Pioneers Snappers    | 17:6         | Cuxhaven                            |
| 2001 | German Flag Bowl II   | Munich Coyotes               | Hamburg Pioneers Snappers    | 31:14        | Braunschweig                        |
| 2002 | German Flag Bowl III  | Bonn Gamecocks               | Kelkheim Lizzards            | Finalturnier | Kelkheim                            |
| 2003 | German Flag Bowl IV   | Dresden Royal Guards         | Hamburg Grey Devils          | 25:15        | Hamburg, Homefield Hamburg Pioneers |
| 2004 | German Flag Bowl V    | Dresden Royal Guards         | Kelkheim Lizzards            | 31:29 OT     | Dresden, Stadion Bärnsdorfer Straße |
| 2005 | German Flag Bowl VI   | Braunschweig Lions           | Hamburg Grey Devils          | 40:13        | Braunschweig, Sportplatz Waggum     |
| 2006 | German Flag Bowl VII  | Dresden Royal Guards         | Hamburg Pioneers Snappers    | 22:14        | Dresden, Stadion Bärnsdorfer Straße |
| 2007 | German Flag Bowl VIII | Berlin Bears                 | Hamburg Swans                | 10:7         | Hamburg, Homefield Hamburg Pioneers |
| 2008 | German Flag Bowl IX   | Berlin Bears                 | Kelkheim Lizzards            | 14:7         | Berlin, DeGeWo-Stadion              |
| 2009 | German Flag Bowl X    | Berlin Bears                 | Hamburg Swans                | 23:18        | Hildesheim                          |
| 2010 | DFFL Bowl I           | Berlin Bears                 | Hamburg Pioneers Snappers    | 12:7         | Hamburg, Homefield Hamburg Pioneers |
| 2011 | DFFL Bowl II          | Hamburg Pioneers Snappers    | Braunschweig Lions           | 26:20        | Braunschweig, Sportpark Rote Wiese  |
| 2012 | DFFL Bowl III         | Berlin Bears                 | Hamburg Pioneers Snappers    | 28:19        | Berlin, DeGeWo-Stadion              |
| 2013 | DFFL Bowl IV          | Hamburg Pioneers Snappers    | Kiel Baltic Hurricanes       | 14:10        | Hamburg, Homefield Hamburg Pioneers |
| 2014 | DFFL Bowl V           | Hamburg Pioneers Snappers    | Berlin Bears                 | 72:6         | Hamburg, Homefield Hamburg Pioneers |
| 2015 | DFFL Bowl VI          | Hamburg Pioneers Snappers    | Leipzig Lions Flaginizer     | 14:12        | Radebeul                            |
| 2016 | DFFL Bowl VII         | Hamburg Pioneers Snappers    | Leipzig Lions Flaginizer     | 28:25        | Leipzig                             |
| 2017 | DFFL Bowl VIII        | Hamburg Pioneers Snappers    | Dresden Monarchs Senior Flag | 32:7         | Hamburg, Homefield Hamburg Pioneers |
| 2018 | DFFL Bowl IX          | Hamburg Pioneers Snappers    | Kiel Baltic Flag Hurricanes  | 43:21        | Hamburg, Homefield Hamburg Pioneers |
| 2019 | DFFL Bowl X           | Dresden Monarchs Senior Flag | Hamburg Pioneers Snappers    | 17:7         | Dresden, Stadion Bärnsdorfer Straße |
| 2021 | DFFL Bowl XI          | Kiel Baltic Flag Hurricanes  | Dresden Monarchs Senior Flag | 18:13        | Hamburg, Homefield Hamburg Pioneers |
| 2022 | DFFL Bowl XII         | Assindia Cardinals Firebirds | Dresden Monarchs Senior Flag | 27:0         | Essen, Stadion Am Hallo             |
| 2023 | DFFL Bowl XIII        | Hamburg Pioneers Snappers    | Dresden Monarchs Senior Flag | 17:6         | Dresden, Stadion Bärnsdorfer Straße |
| 2024 | DFFL Bowl XIV         | Hamburg Pioneers Snappers    | Hamburg Flag Swans           | 38:6         | Hamburg, Homefield Hamburg Pioneers |

##### German Indoor Flag Bowl
| Jahr | Spiel                               | Sieger                   | Verlierer                | Resultat | Austragungsort |
| ---- | ----------------------------------- | ------------------------ | ------------------------ | -------- | -------------- |
| 2000 | German Indoor Flag Bowl I (7on7)    | Marburg Mercenaries      | Tabellensieg             | 0:0      | Kiel           |
| 2001 | German Indoor Flag Bowl II (7on7)   | Marburg Mercenaries      | Schwäbisch Hall Unicorns | 18:6     | Marburg        |
| 2002 | German Indoor Flag Bowl III (7on7)  | Marburg Mercenaries      | Nürnberg Rams            | 21:12    | Kelkheim       |
| 2003 | German Indoor Flag Bowl IV (7on7)   | Rüsselsheim Razorbacks   | Hamburg Grey Devils      | 12:6     | Kelkheim       |
| 2004 | German Indoor Flag Bowl V (7on7)    | Hamburg Blue Devils      | Hamburg Grey Devils      | 20:14    | Hamburg        |
| 2005 | German Indoor Flag Bowl VI (7on7)   | Kelkheim Lizzards        | Marburg Mercenaries      | 25:24    | Kelkheim       |
| 2006 | German Indoor Flag Bowl VII (7on7)  | Kelkheim Lizzards        | SG Flyers / Bulls        | 20:19    | Kelkheim       |
| 2007 | German Indoor Flag Bowl VIII (5on5) | Kelkheim Lizzards        | Walldorf Wanderers       | 13:7     | Kelkheim       |
| 2008 | German Indoor Flag Bowl IX (5on5)   | Kelkheim Lizzards        | Walldorf Wanderers       | 24:21    | Walldorf       |
| 2009 | German Indoor Flag Bowl X (5on5)    | Walldorf Wanderers       | Kelkheim Lizzards        | 31:25    | Walldorf       |
| 2010 | German Indoor Flag Bowl XI (5on5)   | Braunschweig Lazy Brains | Kelkheim Lizzards        | 12:6     | Walldorf       |
| 2011 | German Indoor Flag Bowl XII (5on5)  | Kelkheim Lizzards        | Walldorf Wanderers       | 32:25    | Duisburg       |
| 2012 | German Indoor Flag Bowl XIII (5on5) | Kelkheim Lizzards        | Walldorf Wanderers       | 29:18    | Bremerhaven    |

### Hochschul Flag Football
Seit 1999 wird an deutschen Hochschulen Flag Football gespielt. Die inoffiziellen Hochschulmeisterschaften in Form der adh open des Allgemeinen Deutschen Hochschulsportverbandes (adh) gibt es seit 2002. Das beliebte Indoor Flag Turnier „Snow Bowl“ wird seit 2002 jährlich im Januar in Thüringen an der TU Ilmenau unter 15 Teams ausgespielt. Es wird ausschließlich 5 gegen 5 ohne Kontakt nach dem Flagfootball Regelwerk des AFVD gespielt.

### Jugend Flag Football
Seit 1999 gibt es in Deutschland zusätzlich den German Junior Flag Bowl. Bei dieser Veranstaltung treffen sich die Landesmeister in einem Turnier, um den Deutschen Meister auszuspielen. Spielberechtigt sind Jungen und Mädchen von 10 bis 15 Jahren.

#### German Junior Flag Bowl
| Jahr | Spielort            | Deutscher Meister     | Vize-Meister          |
| ---- | ------------------- | --------------------- | --------------------- |
| 1999 | Rothenburg o. d. T. | Hamburg Flag Devils   | Rothenburg            |
| 2000 | Essen               | Hamburg Flag Devils   | Düsseldorf Panther    |
| 2001 | Lübeck              | Hamburg Flag Devils   | Franken Knights       |
| 2002 | Düsseldorf          | Hamburg Flag Devils   | Franken Knights       |
| 2003 | Stuttgart           | Berlin Thunderbirds   | Düsseldorf Panther    |
| 2004 | Berlin              | Berlin Rebels         | Amper Bay Buccaners   |
| 2005 | Düsseldorf          | Düsseldorf Panther    | Hamburg Flag Devils   |
| 2006 | Hamburg             | Düsseldorf Panther    | Hamburg Flag Devils   |
| 2007 | Berlin              | Berlin Adler          | Düsseldorf Panther    |
| 2008 | Rothenburg o.d.T.   | Langenfeld Longhorns  | Franken Knights       |
| 2009 | Frankfurt am Main   | Langenfeld Longhorns  | Kiel Wild Hurricanes  |
| 2010 | Kiel                | Wiesbaden Phantoms    | Holzgerlingen Twister |
| 2011 | Braunschweig        | Hamburg Flag Devils   | Weinheim Longhorns    |
| 2012 | Rothenburg o.d.T.   | Hamburg Piokids       | Franken Knights       |
| 2013 | Hildesheim          | Holzgerlingen Twister | Hamburg Piokids       |
| 2014 | Hildesheim          | Fürsty Razorbacks     | Hamburg Flag Devils   |

#### German Indoor Junior Flag Bowl
Seit 2007 werden auch in der Halle Deutsche Meisterschaften ausgetragen. Wie beim German Junior Flag Bowl spielen hier die Landessieger um den Titel, der Spielmodus is 5on5.
| Jahr | Spielort            | Deutscher Meister     | Vize-Meister                        |
| ---- | ------------------- | --------------------- | ----------------------------------- |
| 2007 | Rothenburg o. d. T. | Düsseldorf Panther    | Franken Knights (Rothenburg o.d.T.) |
| 2008 | Rothenburg o. d. T. | Wiesbaden Phantoms    | Schwäbisch Hall Unicorns            |
| 2009 | Schwäbisch Hall     | Nürnberg Rams         | Wiesbaden Phantoms                  |
| 2010 | Rothenburg o. d. T. | Nürnberg Rams         | Franken Knights                     |
| 2011 | Rothenburg o. d. T. | Weinheim Longhorns    | Franken Knights                     |
| 2012 | Weinheim            | Franken Knights       | Weinheim Longhorns                  |
| 2013 | Kelkheim            | Franken Knights       | Schwäbisch Hall Unicorns            |
| 2014 | Schwäbisch Hall     | Holzgerlingen Twister | Franken Knights                     |
| 2015 | Rothenburg o. d. T. | Nürnberg Rams         | Schwäbisch Hall Unicorns            |

#### German School Flag Bowl
Es findet seit 2007 auch ein German School Flag Bowl statt. Der Spielmodus ist 5on5.
| Jahr | Spielort      | Deutscher Meister  | Vize-Meister       |
| ---- | ------------- | ------------------ | ------------------ |
| 2007 | Köln          | Meerbusch Eagles   | Blue Deers         |
| 2008 | Bingen a. Rh. | Meerbusch Eagles   | Bingen Buccaneers  |
| 2009 | Meerbusch     | Meerbusch Eagles   | GaMagics           |
| 2010 | Bochum        | TFG Desperados     | Black Swan 07      |
| 2011 | Bad Schwartau | GaMagics           | Meerbusch Eagles   |
| 2012 | Stuttgart     | Meerbusch Eagles   | Duisburg Steinfire |
| 2013 | Meerbusch     | Duisburg SteinFire | Marienheide Flames |

#### German S’Cool Final
Der Vorgänger des heutigen German School Flag Bowl war das deutschlandweite German S’Cool Final, welches, ebenfalls im 5on5 Spielmodus, 2006 und 2007 in Köln ausgetragen wurde.
| Jahr | Spielort | Deutscher Meister              | Vize-Meister                    |
| ---- | -------- | ------------------------------ | ------------------------------- |
| 2005 | Köln     | Meerbusch Eagles (Meerbusch)   | Keltix 2 (Roßdorf)              |
| 2006 | Köln     | Hillsiders (Seeheim-Jugenheim) | Agnes-Miegel Hawks (Düsseldorf) |

## Flag Football in Österreich
Ein erstes großes Flagturnier fand 1997 durch den AFBÖ statt. Anschließend gründeten sich einige Vereine, die in kleinen Turnieren Spiele austrugen. Aufgrund der steigenden Popularität des Sports wurde 2001 die Flag Liga Austria (FLA früher AFL) gegründet und die erste offizielle Österreichische Meisterschaft ausgetragen.
Waren es zuerst nur wenige Vereine, wuchs die Szene kontinuierlich. Derzeit spielen zehn Teams aus mehreren Bundesländern (Niederösterreich, Steiermark, Wien und Oberösterreich) in der Bundesliga FLA um den österreichischen Meistertitel. Darüber hinaus wurde 2011 die zweite Bundesliga „Flag Liga Austria 2“ (FLA2) eingeführt, die aus der 2009 ins Leben gerufenen und inoffiziellen „FlagLiga 2“ hervorging. Der Gewinner des FLA2 Finales, steigt in die FLA auf, während der Zweitplatzierte am Ende der Saison ein Relegationsspiel gegen den Vorletzten der FLA um den Aufstieg in die Bundesliga spielt. Der Letzte der FLA steigt direkt in die zweite Liga ab. Seit der Saison 2019 wurde auch eine dritte Bundesliga (FLA3) ins Leben gerufen. Der Gewinner dieser Liga übernimmt den Startplatz in der nächsten FLA2 Saison, statt dem Letzten der vorangegangenen.
Das Österreichische Herrennationalteam konnte 2003 den Europameistertitel und 2004 den Weltmeistertitel (5 gegen 5) erringen. Im August 2012 gewann die Herrenauswahl das bis dahin größte (16 Nationen bei den Herren, 12 bei den Damen) Flag-Football-Weltmeisterschaftsturnier in Göteborg, Schweden, und sicherte sich mit einem Finalsieg die Goldmedaille vor den US-Herren und der dänischen Nationalmannschaft. Mit Michael Terzer (Klosterneuburg Indians) wurde auch ein österreichischer Angreifer zum „Most Valuable Player“ (wertvollster Spieler) des Turniers ausgezeichnet. 2018 und 2024 konnte sich das Herrennationalteam die Silbermedaille hinter der Auswahl der USA sichern, 2021 gab es Bronze.
Das Damennationalteam gewann 2009, 2011, 2013, 2015 und 2017 die Europameisterschaft.

### Mannschaften
In der Saison 2024 werden 31 Mannschaften in den drei Bundesligen Österreichs spielen. Die Flag Liga Ladies (FLL) besteht aus 8 Teams. Des Weiteren treten einige Teams mit Mannschaften in der Flag Liga Jugend (FLJ) an.
| Liga  | Verein                                          | Bundesland                  |
| ----- | ----------------------------------------------- | --------------------------- |
| FLA   | Dark Angels                                     | Wien                        |
| FLA   | USI Avalanches                                  | Tirol                       |
| FLA   | Vienna Constables                               | Wien                        |
| FLA   | Honeybees                                       | Wien                        |
| FLA   | Klosterneuburg Indians                          | Niederösterreich            |
| FLA   | DeLaSalle Saints                                | Wien                        |
| FLA   | Traun Steelsharks                               | Oberösterreich              |
| FLA   | Styrian Studs                                   | Steiermark                  |
| FLA   | St. Valentin Veterans                           | Niederösterreich            |
| FLA   | Vienna Vipers                                   | Wien                        |
| FLA-2 | Styrian Bears                                   | Steiermark                  |
| FLA-2 | Stinatz Ozelots                                 | Burgenland                  |
| FLA-2 | Graz Panthers                                   | Steiermark                  |
| FLA-2 | Swarco Raiders                                  | Tirol                       |
| FLA-2 | Vienna Sentinels                                | Wien                        |
| FLA-2 | Vienna Spartans / Vienna Vikings                | Wien                        |
| FLA-2 | Hirschbach Stags                                | Oberösterreich              |
| FLA-2 | Styrian Studs 2                                 | Steiermark                  |
| FLA-2 | St. Valentin Veterans 2                         | Niederösterreich            |
| FLA-2 | Vienna Vipers 2                                 | Wien                        |
| FLA-3 | Dark Angels 2                                   | Wien                        |
| FLA-3 | Salzburg Ducks                                  | Salzburg                    |
| FLA-3 | Ried Gladiators                                 | Oberösterreich              |
| FLA-3 | SG Schwaz Hammers/USI Avalanches 2              | Tirol                       |
| FLA-3 | Honeybees 2                                     | Wien                        |
| FLA-3 | SG Klosterneuburg Indians 2/Münchendorf Badgers | Niederösterreich            |
| FLA-3 | Vienna Knights                                  | Wien                        |
| FLA-3 | Carnuntum Legionaries                           | Niederösterreich            |
| FLA-3 | SG Pannonia Eagles/Mustangs                     | Burgenland/Niederösterreich |
| FLA-3 | Swarco Raiders 2                                | Tirol                       |
| FLA-3 | Stonefield Raptors                              | Niederösterreich            |

| Liga | Verein                                                      | Bundesland            |
| ---- | ----------------------------------------------------------- | --------------------- |
| FLL  | Tiroler Adler                                               | Tirol                 |
| FLL  | Vienna Constables                                           | Wien                  |
| FLL  | SG Klosterneuburg Indians/Münchendorf Badgers/Vienna Vipers | Niederösterreich/Wien |
| FLL  | Vienna Knights                                              | Wien                  |
| FLL  | DeLaSalle Saints                                            | Wien                  |
| FLL  | Amstetten Thunder                                           | Niederösterreich      |
| FLL  | Domzale Tigers                                              | Slowenien             |
| FLL  | Vienna Vikings                                              | Wien                  |

### Meisterschaften
Seit dem Jahre 2001 wird eine österreichische Meisterschaft durchgeführt. Gespielt wird ein Grunddurchgang und Play-offs, das Finale ist der Flag Bowl, in dem die Platzierungen ausgespielt werden. Um die Wintermonate zu überbrücken, wird seit 2005 auch ein Hallen Bowl ausgetragen. Es wird nach den offiziellen Regeln in der Variante 5 gegen 5 gespielt.

#### Flag Bowl (2001–2023)
| Jahr | Ort            | Meister                | Vizemeister            | Resultat |
| ---- | -------------- | ---------------------- | ---------------------- | -------- |
| 2001 | Wien           | Klosterneuburg Indians | Vienna Ramblocks       | 51:44    |
| 2002 | Klosterneuburg | Klosterneuburg Indians | Vienna Ramblocks       | 52:14    |
| 2003 | Klosterneuburg | Vikings Flag           | Vienna Ramblocks       | 42:12    |
| 2004 | Wien           | Klosterneuburg Indians | Vienna Ramblocks       | 38:27    |
| 2005 | Wien           | Klosterneuburg Indians | Vienna Ramblocks       | 35:27    |
| 2006 | Innsbruck      | Vienna Constables      | Styrian Studs          | 27:19    |
| 2007 | Graz           | Styrian Studs          | Klosterneuburg Indians | 31:26    |

Seit dem Jahr 2008 ist Flag Football in Österreich eine anerkannte Sportart und der Sieger der FLA offizieller Österreichischer Staatsmeister.
| Jahr | Ort  | Staatsmeister          | Vizestaatsmeister      | Resultat   |
| ---- | ---- | ---------------------- | ---------------------- | ---------- |
| 2008 | Wien | Vienna Constables      | Styrian Studs          | 27:24      |
| 2009 | Wien | Vienna Constables      | Vienna Vipers          | 40:38      |
| 2010 | Wien | Styrian Studs          | Klosterneuburg Indians | 38:33      |
| 2011 | Wien | Klosterneuburg Indians | Styrian Studs          | 33:26      |
| 2012 | Wien | Styrian Studs          | Klosterneuburg Indians | 40:39      |
| 2013 | Wien | Klosterneuburg Indians | Graz Panthers          | 31:25 (OT) |
| 2014 | Wien | Styrian Studs          | Graz Panthers          | 49:34      |
| 2015 | Wien | Klosterneuburg Indians | Styrian Studs          | 41:31      |
| 2016 | Wien | Klosterneuburg Indians | Graz Panthers          | 62:25      |
| 2017 | Graz | Klosterneuburg Indians | AFT Vienna Constables  | 59:19      |
| 2018 | Wien | AFT Vienna Constables  | Klosterneuburg Indians | 38:33      |
| 2019 | Wien | Klosterneuburg Indians | Styrian Studs          | 33:12      |
| 2020 | Wien | Klosterneuburg Indians | AFT Vienna Constables  | 31:26      |
| 2021 | Wien | Klosterneuburg Indians | Vienna Vipers          | 20:19      |
| 2022 | Wien | Vienna Vipers          | Styrian Studs          | 48:47      |
| 2023 | Wien | Vienna Vipers          | DeLaSalle Saints       | 32:14      |
| 2024 | Wien | Vienna Vipers          | Klosterneuburg Indians | 36:19      |

#### Hallenbowl (2005–2013)
| Jahr | Ort  | Meister           | Vizemeister       | Resultat |
| ---- | ---- | ----------------- | ----------------- | -------- |
| 2005 | Wien | Vienna Ramblocks  | Vienna Constables | 25:06    |
| 2006 | Wien | Bad Boys          | Styrian Studs     | 33:32    |
| 2007 | Wien | Styrian Studs     | Vienna Ramblocks  | 28:13    |
| 2008 | Wien | Styrian Studs     | Dark Angels       | 58:14    |
| 2009 | Wien | Vienna Constables | Dark Angels       | 63:60    |
| 2010 | Wien | Styrian Studs     | Vienna Constables | 48:18    |
| 2011 | Wien | Styrian Studs     | Dark Angels       | 52:50    |
| 2012 | Wien | Styrian Studs     | Vienna Vikings    | 47:25    |
| 2013 | Wien | Styrian Studs     | Vienna Vikings    | 72:39    |

#### Ewige Rangliste (nur Flagbowl)
| Team                              | Bundesland       | Gründungsjahr    | Meister | Vizemeister | 3. Platz | 4. Platz |
| --------------------------------- | ---------------- | ---------------- | ------- | ----------- | -------- | -------- |
| Klosterneuburg Indians            | Niederösterreich | 1999             | 12      | 5           | 5        | 1        |
| Styrian Studs                     | Steiermark       | 2005             | 4       | 6           | 3        |          |
| Vienna Constables                 | Wien             | 1997             | 4       | 2           | 5        | 4        |
| Vienna Vipers                     | Wien             | 2004             | 3       | 2           | 2        | 2        |
| VikingsFlag                       | Wien             | 2001             | 1       |             | 1        | 3        |
| Vienna Ramblocks                  | Wien             | 1979             |         | 5           |          |          |
| Graz Panthers                     | Steiermark       | 2006             |         | 3           |          | 3        |
| DeLaSalle Saints                  | Wien             | 2010             |         | 1           |          |          |
| Steelsharks Traun                 | Oberösterreich   | 2009             |         |             | 1        | 2        |
| St. Valentin Veterans             | Niederösterreich | 2019             |         |             | 1        | 2        |
| Black Flag Raiders                | Tirol            | 2005             |         |             | 1        | 1        |
| Danube Flag Dragons               | Niederösterreich | 2002             |         |             | 1        |          |
| Mödling Hawks (Old Stars Mödling) | Niederösterreich | 2007 (1996–2006) |         |             |          | 1        |
| Honeybees                         | Wien             | 2012             |         |             |          | 1        |

## Flag Football in der Schweiz
In der Schweiz ist der Schweizerische American Football Verband (SAFV) für Flag Football zuständig. Neben der National Flag Football League (NFFL) für die Erwachsenen werden noch Nachwuchsmeisterschaften in den Kategorien U11, U13 und U16 ausgetragen.
Bei den Weltmeisterschaften 2024 in Lahti konnte das Schweizer Herren-Nationalteam gegen Mexiko die Bronzemedaille gewinnen.

### Teilnehmer NFFL 2024
Folgende Mannschaften nahmen an der NFFL-Meisterschaft 2021 teil. In Klammern steht jeweils der Herkunftsort der Mannschaft, sollte dies nicht aus dem Namen hervorgehen:
- Aemme Buzzards (Lützelflüh) – Harwy NFFL C
- Argovia Pirates (Aargau) – Harwy NFFL C
- ASVZ Birds (Zürich) – Harwy NFFL A & Women
- ASVZ Blackbirds (Zürich) – Harwy NFFL A
- Barbarians Basel – Harwy NFFL B & C
- Basel Spartans – Harwy NFFL A
- Bienna Jets (Biel) – Harwy NFFL B & C
- Blackbucks Uni Bern – Harwy NFFL A & C
- Calanda Broncos (Chur) – Harwy NFFL Women
- Cineplex Blue Devils (Hohenems, Vorarlberg)
- Fraumatt Legions (Liestal) – Harwy NFFL C
- Geneva Seahawks (Vessy) – Harwy NFFL A & Women
- La Chaux-de-Fonds Hornets – Harwy NFFL C
- Lake Zurich Red Scorpions (Uetikon) – Harwy NFFL C
- Lugano Rebels (Rivera) – Harwy NFFL C & Women
- Luzern Pikes – Harwy NFFL A
- Midland Bouncers (Zug) – Harwy NFFL A & B
- Neuchâtel Knights – Harwy NFFL Women
- Rafz Bulldogs – Harwy NFFL B & C
- Schottikon Raptors – Harwy NFFL C
- Soly Rhinos (Bern) – Harwy NFFL B
- St. Gallen Bears – Harwy NFFL C
- Thun Tigers – Harwy NFFL C
- Thurgauer Generals (Islikon) – Harwy NFFL C
- Winterthur Warriors – Harwy NFFL A, B, C & Women
- Zofingen Cheetahs – Harwy NFFL C
- Zorros Züri (Zürich) – Harwy NFFL B
- Zurich Renegades – Harwy NFFL A, C & Women

### Schweizer Meister
| Jahr | Ort        | Schweizer Meister    | Vizemeister          | Resultat | Bemerkung                                                |
| ---- | ---------- | -------------------- | -------------------- | -------- | -------------------------------------------------------- |
| 2003 |            | Zug Dolphins         | Bienna Rockets       |          |                                                          |
| 2004 |            | Zug Dolphins         | Bienna Rockets       |          |                                                          |
| 2005 |            | Schwyz Rocks         | Zug Dolphins         |          |                                                          |
| 2006 |            | Schwyz Rocks         | St. Gallen Vipers    |          |                                                          |
| 2007 |            | Schwyz Rocks         | Winterthur Warriors  | 33:21    |                                                          |
| 2008 |            | Schwyz Rocks         | St. Gallen Vipers    |          |                                                          |
| 2009 |            | St. Gallen Vipers    | Rafz Bulldogs        | 33:25    |                                                          |
| 2010 |            | Zurich Renegades     | St. Gallen Vipers    |          |                                                          |
| 2011 | Basel      | St. Gallen Vipers    | Zurich Renegades     | 46:18    |                                                          |
| 2012 |            | St. Gallen Vipers    | Zurich Renegades     |          |                                                          |
| 2013 | Zug        | St. Gallen Vipers    | Zurich Renegades     | 46:32    |                                                          |
| 2014 | Zug        | Zurich Renegades     | St. Gallen Vipers    | 54:40    |                                                          |
| 2015 | St. Gallen | Winterthur Red Lions | ASVZ Mockingbirds    | 47:39    |                                                          |
| 2016 | Winterthur | Zurich Renegades     | Winterthur Red Lions | 45:34    |                                                          |
| 2017 | Winterthur | ASVZ Blackbirds      | Luzern Pikes         | 39:20    |                                                          |
| 2018 | Zug        | ASVZ Blackbirds      | Luzern Pikes         |          |                                                          |
| 2019 | Luzern     | ASVZ Blackbirds      | Winterthur Red Lions | 44:34    |                                                          |
| 2020 |            | Luzern Pikes         | ASVZ Blackbirds      |          | Winner Fall League 2020 (keine offizielle Meisterschaft) |
| 2021 |            | ASVZ Blackbirds      | Luzern Pikes         |          | Fall League 2021                                         |
| 2022 | Basel      | ASVZ Blackbirds      | ASVZ Mockingbirds    |          |                                                          |
| 2023 | Luzern     | ASVZ Blackbirds      | Luzern Pikes         | 26:20    |                                                          |